# خینیتسه
خینیتسه (به چکی: Chýnice) یک منطقهٔ مسکونی در جمهوری چک است که در ناحیه پراگ-غرب واقع شده‌است. خینیتسه ۴٫۱۹ کیلومتر مربع مساحت و ۳۳۰ نفر جمعیت دارد و ۳۲۰ متر بالاتر از سطح دریا واقع شده‌است.